# NK Croatia Veliškovci
NK Croatia je nogometni klub iz Veliškovaca, naselja u sastavu grada Belišća u Osječko-baranjskoj županiji. Raniji naziv kluba je bio NK Jedinstvo Veliškovci.
NK Croatia je član Nogometnog središta Valpovo te Županijskog nogometnog saveza Osječko-baranjske županije.
U klubu treniraju i natječu samo seniori.
Klub je osnovan 1947.

## Uspjesi kluba
2002/03. – prvaci 2. ŽNL NS Valpovo – D. Miholjac.
2016/17. i 2022/23. – prvaci 3. ŽNL NS Valpovo

## Vanjska poveznice
- Službena stranica grada Belišća